# Neoscortechinia forbesii
Neoscortechinia forbesii là một loài thực vật có hoa trong họ Đại kích. Loài này được (Hook.f.) S.Moore mô tả khoa học đầu tiên năm 1924.